# Ann Leda Shapiro
Ann Leda Shapiro (nascida em 1946) é uma artista americana.
O trabalho de Shapiro foi apresentado numa exposição individual de 1973 no Whitney Museum of American Art. O Whitney encerrou a exposição após duas semanas, após uma controvérsia pública sobre a representação de hermafroditas em duas das pinturas de Shapiro.
O seu trabalho encontra-se incluído nas colecções do Seattle Art Museum e do Museu de Arte da Universidade do Colorado em Boulder.